# Juan Rodulfo Lisperguer
Juan Rodulfo Lisperguer Flores fue un conquistador español que combatió en la Guerra de Arauco.

## Biografía
Nacido en la Capitanía general de Chile en los años 1570. Fue uno de los 8 hijos de Pedro Lisperguer, natural de Worms, donde nació en 1529 y que emigró a Perú y luego a Chile, combatiendo en Quiapo. Su madre fue la hija mayor de Bartolomé Flores, Águeda Flores. Pedro Lisperguer murió probablemente en Panamá a inicios del siglo XVII y su viuda volvió a Chile.
Juan Rodulfo sirvió por veinte años en el ejército español en Arauco y en una sublevación en Quito. Alonso de Sotomayor y Valmediano lo ascendió a capitán «por haberse señalado en diversas ocasiones y derramado sangre muchas veces por servir al Rey». Posteriormente, el gobernador Martín García Óñez de Loyola lo nombró sargento mayor por su distinguido papel en la defensa de Angol. Fue enviado a Cuyo a recibir un grupo de soldados que traía Francisco Martínez de Leiva, quienes habían intentado un motín. Estuvo a cargo de la guarnición de La Imperial. Luego trasladado al vecino fuerte de Boroa. El 29 de septiembre de 1606, fue emboscado en Boroa. Murió tratando de escapar del desastre, el cual fue la mayor derrota española en Arauco. Era soltero al momento de su muerte. En una carta, después de liberar del asedio a Baoroa, el gobernador Alonso García Ramón decía del desastre: «ciento y cincuenta hombres que llevaban consigo, sin escapar ninguno, salvo cosa de catorce o quince que cogieron vivos, y tienen en prisión los enemigos, y se han muerto en el dicho fuerte de enfermedades, ahogados y huidos al enemigo cuarenta y dos»; con Lisperguer murieron los capitanes Francisco de Ureta y Melchor de Robles. Alonso González de Nájera también lo menciona como Joan Rodolfo.
El jesuita Diego de Rosales lo describió como: «gallarda disposición, discreto, cortés, liberal, de ánimo generoso, intrépido en las batallas, prudente en las disposiciones, noble de condición por serlo tanto en linage» (sic). Diego Arias de Saavedra lo describe dirigiendo la construcción de fortificaciones.
Fernando Álvarez de Toledo habla de él con los siguientes términos: 

De Rodulfo don Juan por otra parte
 Entró con otra banda de guerreros
 Pasando foso, muro y baluarte,
 En la plaza saltó de los primeros
 Delante de los suyos, cual un Marte
 Mostraba al enemigo los aceros
 Del juvenil furor y la braveza,
 Del ánimo gallardo y fortaleza.

Pedro de Oña se refiere a él como:

Maduro en seso, en años floresciente,
 De cuya juventud y sangre ardiente,
 Arauco había probado el fruto acedo,
 El cual don Juan Rodulfo se decía, [sic]